# Գ

Գとգ

筆記体

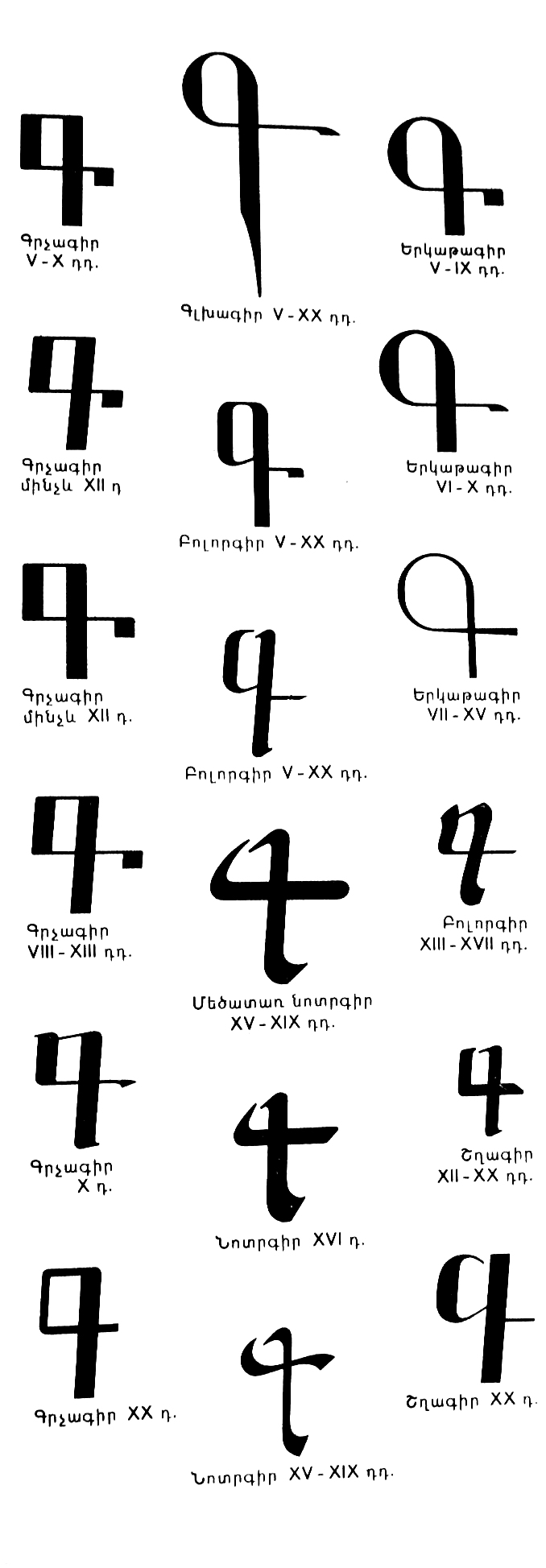
Գとգの様々な書体

Գ, գ（アルメニア語: գիմ、発音は東アルメニア語でgim、西アルメニア語でkim）は、アルメニア文字の3番目の文字である。405年ごろにメスロプ・マシュトツによって作成されたと見られる。

## 使用
東アルメニア語では基本的に有声軟口蓋破裂音[g]を表す。方言や話者によっては無声軟口蓋破裂音[k]またはその有気音[kʰ]に変わることもある。西アルメニア語では無声有気軟口蓋破裂音[kʰ]を表す。記数法では3を表す。東アルメニア語のラテン文字転写では「G」と記す。

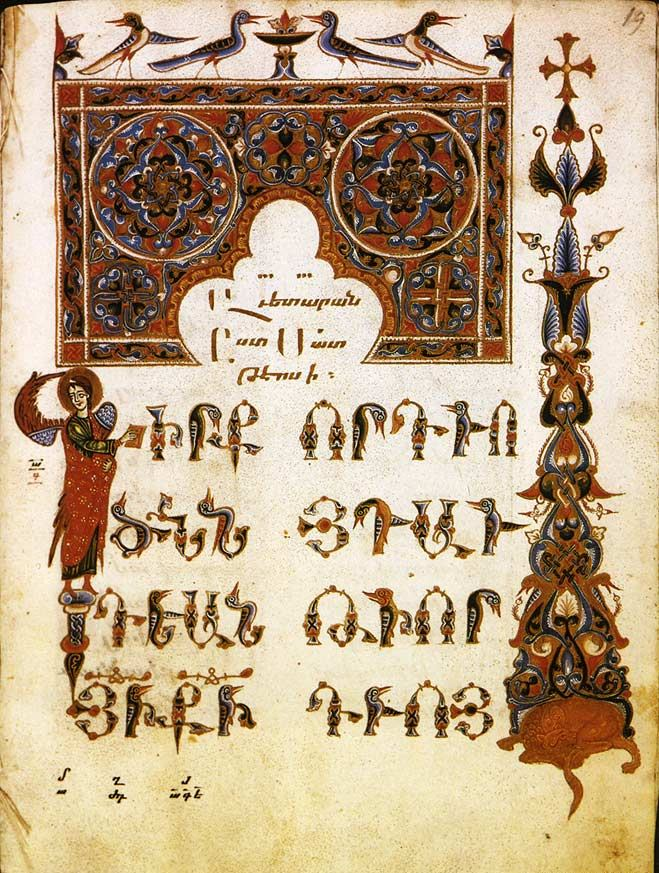
13世紀の福音書

## 書体

## 符号位置
| 文字 | Unicode | JIS X 0213 | 文字参照        | 備考 |
| ---- | ------- | ---------- | --------------- | ---- |
| Գ    | U+0533  | -          | &#x533; &#1331; |      |
| գ    | U+0563  | -          | &#x563; &#1379; |      |